# Early County
Early County is een county in de Amerikaanse staat Georgia.
De county heeft een landoppervlakte van 1.324 km² en telt 12.354 inwoners (volkstelling 2000). De hoofdplaats is Blakely.

## Bevolkingsontwikkeling

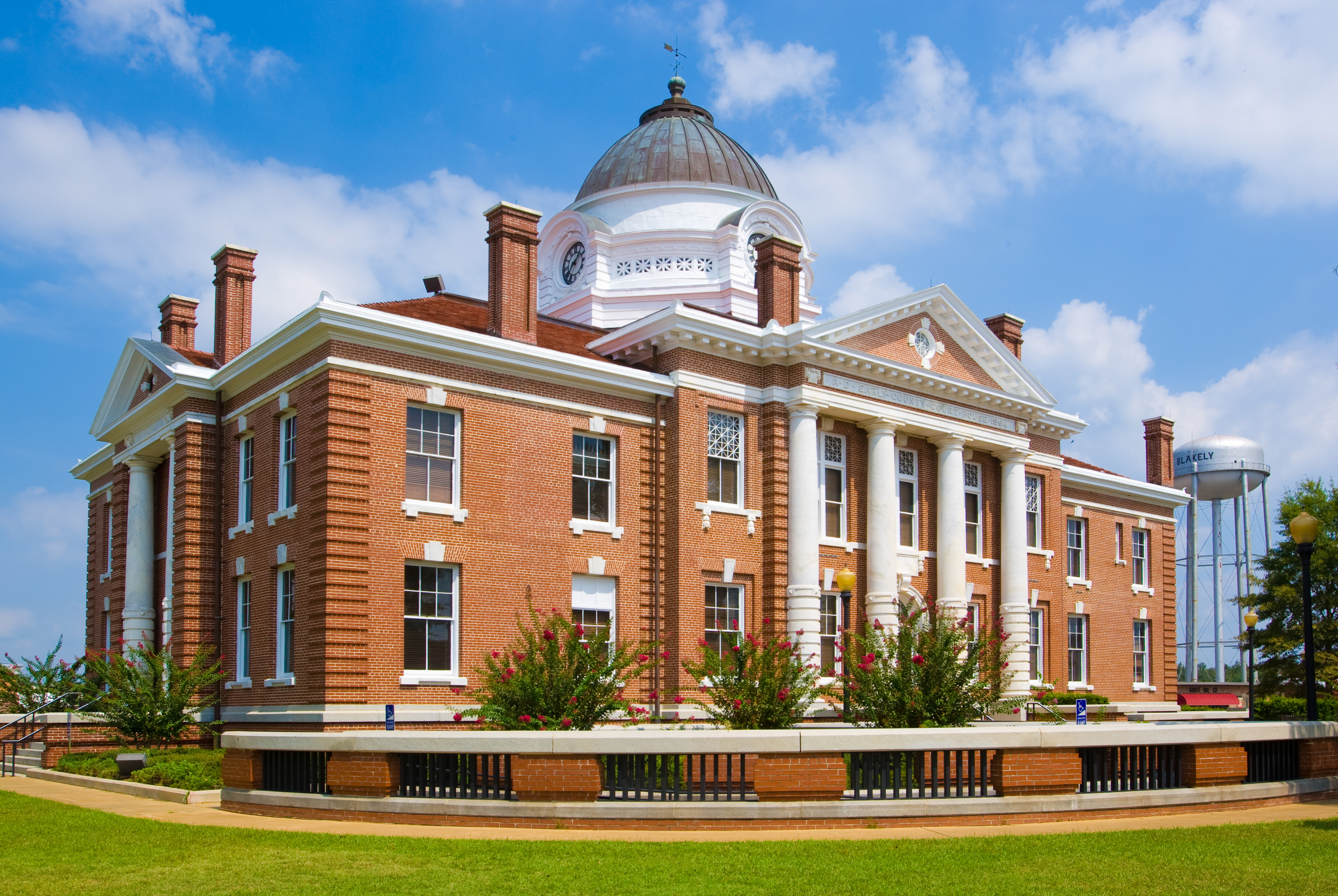
Courthouse